# Frederick Simpson
Frederick „Fred“ Simpson (* März 1878 in Alderville, Ontario; † 19. Mai 1945 ebd.) war ein kanadischer Marathonläufer.
1908 qualifizierte er sich beim kanadischen Ausscheidungsrennen in Toronto (ca. 40 km) mit einem vierten Platz in 2:56:12 h für die Olympischen Spiele in London, wo er in 3:04:29 h Sechster wurde.
Simpson gehörte zum Indianervolk der Mississauga.